# Eupteryx stachydearum
Eupteryx stachydearum  (лат.) — вид полужесткокрылых из семейства цикадок (Cicadellidae). Распространён в Европе и на Ближнем Востоке.
Длина тела 3—3,5 мм. Внешне очень похожа на цикадку Eupteryx florida, хотя отличается от неё круглыми чёрными пятнами посередине темени и соединившимися чёрными боковыми (латеральными) пятнышками на переднеспинке с рисунком.
Цикадки питаются на растениях из семейства яснотковых, а именно на чистеце лесном (Stachys sylvatica) и яснотке белой (Lamium album), а также на яснотке зеленчуковой (Lamium galeobdolon), мяте перечной (Mentha piperita), мелиссе лекарственной (Melissa officinalis) и шалфее лекарственном (Salvia officinalis).